# Tim Benton
Tim G. Benton ist ein britischer Biologe. Er leitet das Energie-, Umwelt- und Ressourcenprogramm und ist Forschungsleiter für neu auftretende Risiken bei Chatham House.

## Leben
Benton studierte an der University of Oxford (BA) und promovierte 1990 in Cambridge (PhD), jeweils in Zoologie. Er kam 2016 als ausgezeichneter Gastwissenschaftler zu Chatham House und war gleichzeitig Dekan für strategische Forschungsinitiativen an der University of Leeds. Er war Professor für Populationsökologie an der School of Biology der University of Leeds und UK Champion for Global Food Security.

## Wirken
Bentons Forschungsarbeit bezieht sich auf globale Nahrungssicherheit, Lebensmittelsysteme und -resilienz, Ökologie und natürliche Ressourcen sowie Auswirkungen auf den Klimawandel. Er ist einer der Autoren des Sonderberichts des Weltklimarates zu Klimawandel und Land sowie des britischen Climate Change Risk Assessment 2017 und hat mehr als 175 wissenschaftliche Arbeiten veröffentlicht.

## Publikationen
- mit D. Gabriel, S. M. Sait und W. E. Kunin: Food production vs. biodiversity: Comparing organic and conventional agriculture. In: Journal of Applied Ecology. 2013. doi:10.1111/1365-2664.12035
- mit U. Bradter, W. E. Kunin, J. D. Altringham und T. J. Thom: Identifying appropriate spatial scales of predictors in species distribution models with the random forest algorithm. In: Methods in Ecology and Evolution. 4, 2013, S. 167–174. doi:10.1111/j.2041-210x.2012.00253
- mit M. A. Goddard und A. J. Dougill: Why garden for wildlife? Social and ecological drivers, Motivations and barriers for biodiversity management in residential landscapes. In: Ecological Economics. 86, 2013, S. 258–273.
- Individual variation and population dynamics: lessons from a simple system. In: PHILOSOPHICAL TRANSACTIONS OF THE ROYAL SOCIETY B-BIOLOGICAL SCIENCES. 367, 2012, S. 200–210.
- mit M. R. Evans und K. J. Norris: Predictive ecology: systems approaches Introduction. In: PHILOSOPHICAL TRANSACTIONS OF THE ROYAL SOCIETY B-BIOLOGICAL SCIENCES. 367, 2012, S. 163–169.
- mit M. R. Evans und K. J. Norris: Predictive ecology: Systems approaches. In: Philosophical Transactions of the Royal Society B: Biological Sciences. 367, 2012, S. 163–169. doi:10.1098/rstb.2011.0191
- mit L-A. Sutherland, D. Gabriel, S. M. Sait, W. E. Kunin,L. Hathaway-Jenkins, R. Godwin, R. Sakrabani, U. Pascual, U. Schmutz, D. Rigby und S. Stagl: The 'Neighbourhood Effect': A multidisciplinary assessment of the case for farmer co-ordination in agri-environmental programmes. In: Land Use Policy. 29, 2012, S. 502–512. doi:10.1016/j.landusepol.2011.09.003